# 阿勒格尼高原

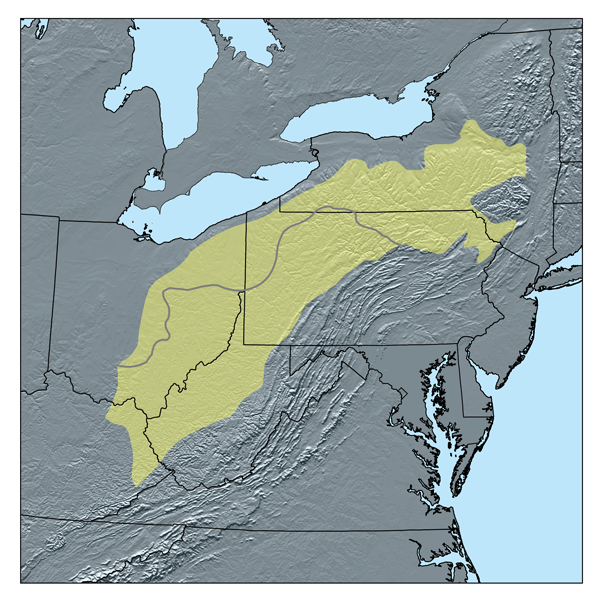
阿勒格尼高原地图，灰色线条分开了冰成阿勒格尼高原（北部）和非冰成阿勒格尼高原（南部）

阿勒格尼高原（英語：Allegheny Plateau，/ˌælɪˈɡeɪni/）位于美国，是一片较大的切割高原，处于纽约州中西部、宾夕法尼亚州西北部、西維吉尼亞州西北部、俄亥俄州东部地区。它被分为非冰成阿勒格尼高原、冰成阿勒格尼高原两大部分。
阿勒格尼高原向西南延伸至西维吉尼亚州西部、肯塔基州与田纳西州东部。在肯塔基州与田纳西州东部，阿勒格尼高原被称为坎伯兰高原。
高原终止于阿勒格尼山脉的东部，阿勒格尼山脉是阿勒格尼断崖以西最高的山脊。断崖从宾夕法尼亚州中部经马里兰州延伸至西弗吉尼亚州东部。高原的西部北部的边界是冰川，冰川主要在俄亥俄河以北，而高原南部的边界是蓝草地区，主要在俄亥俄河以南。